# Primera División de Chile 1961
El Campeonato Nacional de Fútbol de la Primera División de 1961 fue el torneo disputado en la 29ª temporada de la máxima categoría del fútbol profesional chileno, con la participación de catorce equipos.
El torneo se jugó en dos rondas con un sistema de todos-contra-todos. El balón oficial fue Crack (n.º 607).
El campeón resultó ser Universidad Católica, luego de derrotar a su clásico rival, la Universidad de Chile en partidos de definición de ida y vuelta por estar ambos igualados en puntaje al terminar el campeonato. Además, clasifica a la Copa de Campeones de América 1962.
En la parte baja de la tabla de posiciones se ubicó Rangers, que mantuvo su cupo en Primera, ya que se decidió aumentar el cupo a 18 equipos para 1962.

## Tabla final
| Pos | Equipo               | PJ | PG | PE | PP | GF | GC | Dif | Pts |
| --- | -------------------- | -- | -- | -- | -- | -- | -- | --- | --- |
| 1   | Universidad Católica | 26 | 15 | 8  | 3  | 69 | 35 | 34  | 38  |
| 2   | Universidad de Chile | 26 | 13 | 12 | 1  | 55 | 28 | 27  | 38  |
| 3   | Colo-Colo            | 26 | 13 | 9  | 4  | 80 | 47 | 33  | 35  |
| 4   | Santiago Morning     | 26 | 12 | 9  | 5  | 52 | 34 | 18  | 33  |
| 5   | Everton              | 26 | 11 | 9  | 6  | 45 | 40 | 5   | 31  |
| 6   | Santiago Wanderers   | 26 | 11 | 5  | 10 | 46 | 49 | -3  | 27  |
| 7   | O'Higgins            | 26 | 11 | 4  | 11 | 41 | 40 | 1   | 26  |
| 8   | Unión Española       | 26 | 10 | 6  | 10 | 51 | 55 | -4  | 26  |
| 9   | Palestino            | 26 | 11 | 3  | 12 | 47 | 60 | -13 | 25  |
| 10  | Ferrobádminton       | 26 | 7  | 8  | 11 | 38 | 52 | -14 | 22  |
| 11  | Audax Italiano       | 26 | 7  | 7  | 12 | 46 | 57 | -11 | 21  |
| 12  | Green Cross          | 26 | 4  | 7  | 15 | 39 | 56 | -17 | 15  |
| 13  | San Luis             | 26 | 5  | 5  | 16 | 36 | 58 | -22 | 15  |
| 14  | Rangers              | 26 | 2  | 8  | 16 | 31 | 65 | -34 | 12  |

PJ=Partidos jugados; PG=Partidos ganados; PE=Partidos empatados; PP=Partidos perdidos; GF=Goles a favor; GC=Goles en contra; Dif=Diferencia de gol; Pts=Puntos
|  | Juega final por el campeonato |
|  | Descenso suspendido           |

## Final

### Primera final
|       | POR   | René Pacheco      |  |
|       | DEF   | Alejandro Mesías  |  |
|       | DEF   | Humberto Donoso   |  |
|       | DEF   | Sergio Navarro    |  |
|       | MED   | Carlos Contreras  |  |
|       | MED   | Alfonso Sepúlveda |  |
|       | DEL   | Luis Ibarra       |  |
|       | DEL   | Ernesto Álvarez   |  |
|       | DEL   | Braulio Musso     |  |
|       | DEL   | Jaime Ramírez     |  |
|       | DEL   | José Moris        |  |
| D. T. | D. T. | Luis Álamos       |  |

|       | POR   | Walter Behrends       |  |
|       | DEF   | Eleodoro Barrientos   |  |
|       | DEF   | Washington Villarroel |  |
|       | DEF   | Sergio Valdés         |  |
|       | MED   | Luis Olivares         |  |
|       | MED   | Hugo Rivera           |  |
|       | DEL   | Osvaldo Pesce         |  |
|       | DEL   | Alberto Fouillioux    |  |
|       | DEL   | Enrique Jorquera      |  |
|       | DEL   | Juan Nakwacki         |  |
|       | DEL   | Fernando Ibáñez       |  |
| D. T. | D. T. | Miguel Mocciola       |  |

| 64' | Alfonso Sepúlveda | 1-0 |

| 79' | Alberto Fouillioux | 1-1 |

| Principal | Alberto Tejada Burga |

|       | POR   | René Pacheco      |  |
|       | DEF   | Alejandro Mesías  |  |
|       | DEF   | Humberto Donoso   |  |
|       | DEF   | Sergio Navarro    |  |
|       | MED   | Carlos Contreras  |  |
|       | MED   | Alfonso Sepúlveda |  |
|       | DEL   | Luis Ibarra       |  |
|       | DEL   | Ernesto Álvarez   |  |
|       | DEL   | Braulio Musso     |  |
|       | DEL   | Jaime Ramírez     |  |
|       | DEL   | José Moris        |  |
| D. T. | D. T. | Luis Álamos       |  |

|       | POR   | Walter Behrends       |  |
|       | DEF   | Eleodoro Barrientos   |  |
|       | DEF   | Washington Villarroel |  |
|       | DEF   | Sergio Valdés         |  |
|       | MED   | Luis Olivares         |  |
|       | MED   | Hugo Rivera           |  |
|       | DEL   | Osvaldo Pesce         |  |
|       | DEL   | Alberto Fouillioux    |  |
|       | DEL   | Enrique Jorquera      |  |
|       | DEL   | Juan Nakwacki         |  |
|       | DEL   | Fernando Ibáñez       |  |
| D. T. | D. T. | Miguel Mocciola       |  |

| 64' | Alfonso Sepúlveda | 1-0 |

| 79' | Alberto Fouillioux | 1-1 |

| Principal | Alberto Tejada Burga |

|       | POR   | René Pacheco      |  |
|       | DEF   | Alejandro Mesías  |  |
|       | DEF   | Humberto Donoso   |  |
|       | DEF   | Sergio Navarro    |  |
|       | MED   | Carlos Contreras  |  |
|       | MED   | Alfonso Sepúlveda |  |
|       | DEL   | Luis Ibarra       |  |
|       | DEL   | Ernesto Álvarez   |  |
|       | DEL   | Braulio Musso     |  |
|       | DEL   | Jaime Ramírez     |  |
|       | DEL   | José Moris        |  |
| D. T. | D. T. | Luis Álamos       |  |

|       | POR   | Walter Behrends       |  |
|       | DEF   | Eleodoro Barrientos   |  |
|       | DEF   | Washington Villarroel |  |
|       | DEF   | Sergio Valdés         |  |
|       | MED   | Luis Olivares         |  |
|       | MED   | Hugo Rivera           |  |
|       | DEL   | Osvaldo Pesce         |  |
|       | DEL   | Alberto Fouillioux    |  |
|       | DEL   | Enrique Jorquera      |  |
|       | DEL   | Juan Nakwacki         |  |
|       | DEL   | Fernando Ibáñez       |  |
| D. T. | D. T. | Miguel Mocciola       |  |

| 64' | Alfonso Sepúlveda | 1-0 |

| 79' | Alberto Fouillioux | 1-1 |

| Principal | Alberto Tejada Burga |

|       | POR   | René Pacheco      |  |
|       | DEF   | Alejandro Mesías  |  |
|       | DEF   | Humberto Donoso   |  |
|       | DEF   | Sergio Navarro    |  |
|       | MED   | Carlos Contreras  |  |
|       | MED   | Alfonso Sepúlveda |  |
|       | DEL   | Luis Ibarra       |  |
|       | DEL   | Ernesto Álvarez   |  |
|       | DEL   | Braulio Musso     |  |
|       | DEL   | Jaime Ramírez     |  |
|       | DEL   | José Moris        |  |
| D. T. | D. T. | Luis Álamos       |  |

|       | POR   | Walter Behrends       |  |
|       | DEF   | Eleodoro Barrientos   |  |
|       | DEF   | Washington Villarroel |  |
|       | DEF   | Sergio Valdés         |  |
|       | MED   | Luis Olivares         |  |
|       | MED   | Hugo Rivera           |  |
|       | DEL   | Osvaldo Pesce         |  |
|       | DEL   | Alberto Fouillioux    |  |
|       | DEL   | Enrique Jorquera      |  |
|       | DEL   | Juan Nakwacki         |  |
|       | DEL   | Fernando Ibáñez       |  |
| D. T. | D. T. | Miguel Mocciola       |  |

| 64' | Alfonso Sepúlveda | 1-0 |

| 79' | Alberto Fouillioux | 1-1 |

| Principal | Alberto Tejada Burga |

### Final de desempate
|       | POR   | Walter Behrends       |  |
|       | DEF   | Eleodoro Barrientos   |  |
|       | DEF   | Washington Villarroel |  |
|       | DEF   | Sergio Valdés         |  |
|       | MED   | Enrique Jorquera      |  |
|       | MED   | Hugo Rivera           |  |
|       | DEL   | Osvaldo Pesce         |  |
|       | DEL   | Alberto Fouillioux    |  |
|       | DEL   | Mario Soto            |  |
|       | DEL   | Juan Nakwacki         |  |
|       | DEL   | Fernando Ibáñez       |  |
| D. T. | D. T. | Miguel Mocciola       |  |

|       | POR   | René Pacheco      |  |
|       | DEF   | Luis Eyzaguirre   |  |
|       | DEF   | Humberto Donoso   |  |
|       | DEF   | Sergio Navarro    |  |
|       | MED   | Carlos Contreras  |  |
|       | MED   | Alfonso Sepúlveda |  |
|       | DEL   | Braulio Musso     |  |
|       | DEL   | José Moris        |  |
|       | DEL   | Carlos Campos     |  |
|       | DEL   | Jaime Ramírez     |  |
|       | DEL   | Luis Clavijo      |  |
| D. T. | D. T. | Luis Álamos       |  |

| 4' · 47' · 86' | Alberto Fouillioux Fernando Ibáñez Alberto Fouillioux | 1-1 2-2 3-2 |

| 3' · 16' | Carlos Campos | 0-1 1-2 |

| Principal | Luis Ventre |

|       | POR   | Walter Behrends       |  |
|       | DEF   | Eleodoro Barrientos   |  |
|       | DEF   | Washington Villarroel |  |
|       | DEF   | Sergio Valdés         |  |
|       | MED   | Enrique Jorquera      |  |
|       | MED   | Hugo Rivera           |  |
|       | DEL   | Osvaldo Pesce         |  |
|       | DEL   | Alberto Fouillioux    |  |
|       | DEL   | Mario Soto            |  |
|       | DEL   | Juan Nakwacki         |  |
|       | DEL   | Fernando Ibáñez       |  |
| D. T. | D. T. | Miguel Mocciola       |  |

|       | POR   | René Pacheco      |  |
|       | DEF   | Luis Eyzaguirre   |  |
|       | DEF   | Humberto Donoso   |  |
|       | DEF   | Sergio Navarro    |  |
|       | MED   | Carlos Contreras  |  |
|       | MED   | Alfonso Sepúlveda |  |
|       | DEL   | Braulio Musso     |  |
|       | DEL   | José Moris        |  |
|       | DEL   | Carlos Campos     |  |
|       | DEL   | Jaime Ramírez     |  |
|       | DEL   | Luis Clavijo      |  |
| D. T. | D. T. | Luis Álamos       |  |

| 4' · 47' · 86' | Alberto Fouillioux Fernando Ibáñez Alberto Fouillioux | 1-1 2-2 3-2 |

| 3' · 16' | Carlos Campos | 0-1 1-2 |

| Principal | Luis Ventre |

|       | POR   | Walter Behrends       |  |
|       | DEF   | Eleodoro Barrientos   |  |
|       | DEF   | Washington Villarroel |  |
|       | DEF   | Sergio Valdés         |  |
|       | MED   | Enrique Jorquera      |  |
|       | MED   | Hugo Rivera           |  |
|       | DEL   | Osvaldo Pesce         |  |
|       | DEL   | Alberto Fouillioux    |  |
|       | DEL   | Mario Soto            |  |
|       | DEL   | Juan Nakwacki         |  |
|       | DEL   | Fernando Ibáñez       |  |
| D. T. | D. T. | Miguel Mocciola       |  |

|       | POR   | René Pacheco      |  |
|       | DEF   | Luis Eyzaguirre   |  |
|       | DEF   | Humberto Donoso   |  |
|       | DEF   | Sergio Navarro    |  |
|       | MED   | Carlos Contreras  |  |
|       | MED   | Alfonso Sepúlveda |  |
|       | DEL   | Braulio Musso     |  |
|       | DEL   | José Moris        |  |
|       | DEL   | Carlos Campos     |  |
|       | DEL   | Jaime Ramírez     |  |
|       | DEL   | Luis Clavijo      |  |
| D. T. | D. T. | Luis Álamos       |  |

| 4' · 47' · 86' | Alberto Fouillioux Fernando Ibáñez Alberto Fouillioux | 1-1 2-2 3-2 |

| 3' · 16' | Carlos Campos | 0-1 1-2 |

| Principal | Luis Ventre |

|       | POR   | Walter Behrends       |  |
|       | DEF   | Eleodoro Barrientos   |  |
|       | DEF   | Washington Villarroel |  |
|       | DEF   | Sergio Valdés         |  |
|       | MED   | Enrique Jorquera      |  |
|       | MED   | Hugo Rivera           |  |
|       | DEL   | Osvaldo Pesce         |  |
|       | DEL   | Alberto Fouillioux    |  |
|       | DEL   | Mario Soto            |  |
|       | DEL   | Juan Nakwacki         |  |
|       | DEL   | Fernando Ibáñez       |  |
| D. T. | D. T. | Miguel Mocciola       |  |

|       | POR   | René Pacheco      |  |
|       | DEF   | Luis Eyzaguirre   |  |
|       | DEF   | Humberto Donoso   |  |
|       | DEF   | Sergio Navarro    |  |
|       | MED   | Carlos Contreras  |  |
|       | MED   | Alfonso Sepúlveda |  |
|       | DEL   | Braulio Musso     |  |
|       | DEL   | José Moris        |  |
|       | DEL   | Carlos Campos     |  |
|       | DEL   | Jaime Ramírez     |  |
|       | DEL   | Luis Clavijo      |  |
| D. T. | D. T. | Luis Álamos       |  |

| 4' · 47' · 86' | Alberto Fouillioux Fernando Ibáñez Alberto Fouillioux | 1-1 2-2 3-2 |

| 3' · 16' | Carlos Campos | 0-1 1-2 |

| Principal | Luis Ventre |

| Bandera de Chile             |
| Campeón Universidad Católica |
| 3° título                    |